# Charlton Horethorne
Charlton Horethorne – wieś w Anglii, w hrabstwie Somerset, w dystrykcie (unitary authority) Somerset. Leży 50 km na południe od miasta Bristol i 173 km na zachód od Londynu. W 2002 miejscowość liczyła 605 mieszkańców.